# ブラックバーン スクア
ブラックバーン スクア（英: Blackburn Skua。トウゾクカモメの意）は、イギリス、ブラックバーン社製の単発レシプロ複座艦上爆撃機。イギリス海軍の艦上機としては初の急降下爆撃機であり、また、引き込み脚や可変ピッチプロペラを、イギリス海軍の艦載機（艦隊航空隊）としては初めて採用した機体でもある。
なお日本語ではスキュアと表記することもあるが、本来の発音はスクアに近い。
スクアは、第二次世界大戦のイギリス軍において敵航空機の初撃墜を記録した機体でもある。1939年（昭和14年）9月26日、航空母艦アーク・ロイヤル (HMS Ark Royal, 91) に搭載された第803海軍飛行隊のスクアがDo 18飛行艇を撃墜したものである。この戦果やその後の運用によって、スクアは「戦闘機」という後世の認識が広まっているが、これは実際のところ間違いである。確かにスクアは戦闘機としての性能も有していたが、これはあくまで付加的なものであり、当機の本質は「急降下爆撃機」である。これらは後述する評価にて詳しく説明する。

## 概要
イギリス航空省は海軍の要望に基づき、1934年に仕様書O.27/34を発行、これに基づいた艦載機を航空機会社に発注した。仕様書O.27/34が求めていたのは急降下爆撃機であったが、その内容は極めて中途半端なものであり、当初より複座戦闘機を同じ優先度で兼用することが要求に盛り込まれていた。複座戦闘機を兼ねるということは、イギリス空母艦載機としては偵察機を兼ねるということと同じである。早い話、雷撃以外の全てをこなせる艦上機が求められていた。これを虫が良いとか無定見と見ることもできようが、当時のイギリスの航空機生産計画における海軍機の優先度は最も後回しであり、多くの機種を試作することも生産に移すことも見込めなかったため、この時点での海軍の新型機は何でもできる多用途機にせざるを得なかったのである。同様な方針に従って試作された機体は前任のオスプレイ、さらにその前任であるフェアリーIIIFなどがあり、スクアの場合はこれらの機種が持っていた中小型爆弾での水平爆撃任務に代えて急降下爆撃が要求されたというわけである。これに応え、ブラックバーンは、社内呼称B-24という航空機を設計した。この仕様書にはアブロ、ホーカー、ボールトンポール、ビッカーズなどが競合相手として参加していたが、1935年4月にはブラックバーンが原型2機の発注を獲得した。
1937年2月9日に最初の原型機（K5178）が飛行、この機体は同年10月の評価試験にまわされた。総花式の要求性能を満たすのは困難であったが、ブラックバーンの技術陣は高いレベルで整合させ、優れた急降下操縦性能と、悪くないと言える程度の空戦機動性を与えることに成功した。なお、イギリス海軍は、この原型機が飛ぶ6ヶ月も前に190機の発注をしている。
1938年5月4日には2機目の原型機（K5179）が飛行し、3ヵ月後の1938年8月28日には原型機から若干の手直しを加えた最初の量産機が飛行した。当機の生産は、生産効率を高めるために一部の作業は下請けが行った。なお、イギリス海軍が発注してから生産まで丸2年かかっているが、これは発注が（冒険的な爆撃機であることを抜きにしても）異様に早かったためであり、開発が遅かったというわけではない。イギリスにとっては初めての技術を多く盛り込んだことも一因ではある。
スクアのエンジンにはブリストル社製マーキュリーIXエンジン（840hp）が使用される予定で、原型機にはこれが搭載されていた。しかし、このエンジンは（エンジン製造会社の機体でもある）ブレニム爆撃機に優先されることが決定したため、同社製のパーシュースXIIエンジン（890hp）が搭載されることになった。しかし、このエンジンはマーキュリーよりも難点が多かったとされる。
スクアは1938年10月から、ホーカー社製のニムロッド（複葉戦闘機：単座）およびオスプレイ（複葉戦闘偵察機：複座）に代わって配備が開始された。最初に配置されたのは第800飛行隊、及び第803飛行隊であり、いずれもアークロイヤルの艦載部隊であった。ついで空母フューリアス (HMS Furious, 47) の第801飛行隊もこれに更新した。スクアは第二次世界大戦が勃発する直前には第806飛行隊にも受領され、開戦までに発注の大部分である約150機を納入した。1939年終わりにはほぼすべてを納入した。
1939年9月14日にアークロイヤルの艦載部隊である第800飛行隊のスクアがドイツ海軍 (Kriegsmarine) の潜水艦U-30を攻撃した。同年9月26日、同じくアークロイヤル艦載部隊の第803飛行隊のスクアがDo18飛行艇を撃墜。これが第二次世界大戦におけるイギリス軍のドイツ軍機初撃墜とされる。開戦当初は主に戦闘機としての行動が多く、1940年に入るまで本来の役目を行う機会はなかなか到来しなかった。
そもそもスクア装備部隊では戦前は急降下爆撃照準器が実用化されていなかったこともあり、急降下爆撃の訓練は一応行われてはいたもののあまり有効なものではなかった。急降下爆撃照準器が備えられたのは、もはや引退を控えた実に1941年に入ってからのことであり、それまでは通常の射撃照準器を使い、乗員の経験と勘に頼って無理矢理に実施していたのであった。
スクアを用いた爆撃作戦の全てが港湾に停泊中の敵艦を狙ったものであったのは、このことが原因である。急降下爆撃照準器がなかったために降下開始点のプロットと、敵艦の速度に応ずる照準後落量の修正を行うことができなかったため、陸上の目印をXポイントとしてパイロットが記憶し、静止目標を狙うことで照準後落量をゼロにして、降下中の修正操縦を最低限に絞ることで、ようやく実用的な命中率を期待できた。また、500lb半徹甲爆弾の調達は大戦勃発までほとんど進んでおらず、1939年中は対艦攻撃に使える爆弾もなかった。
1940年4月10日には、ノルウェー南西部に位置するベルゲン港にて、陸上砲台との交戦による損傷を応急修理するため岸壁に接岸中であったドイツ海軍の軽巡洋艦ケーニヒスベルク (Königsberg) に16機のスクアが急降下爆撃を敢行、これを撃沈した。この戦果はアークロイヤル艦載の第800、803航空隊によるものである。この攻撃についてはクルーの技量、戦術の確立が十分でなかったことから投下、接敵高度が一定していなかったものの、投弾16発中直撃3発、至近弾3発を数え、外れたうちの5発も繋留されていた岸壁を捉えており、命中精度は高かった。また、これは静止目標への爆撃とはいえ、航空機からの爆弾により大型水上戦闘艦が撃沈された初の事例でもある。
5月末に行われたダンケルクの戦いにも第801飛行隊のスクアが戦闘機として参加している。また、6月13日には第800飛行隊がトロンハイムにあったシャルンホルスト級戦艦 (Schlachtschiffe der Scharnhorst-Klasse) シャルンホルスト (Scharnhorst) を攻撃しているが、このときはベルゲンのようにはうまくいかず、出撃15機のうち8機が失われ、命中弾は1発のみ、それも不発であった。
第800飛行隊と第803飛行隊はアークロイヤル艦載機としてその後も転戦、1940年9月に行われたダカール沖海戦にも参加、24日にはフランス海軍の戦艦リシュリュー (Richelieu) を攻撃したが、上手くいかなかった。
会戦当初よりドイツ相手に奮戦していたスクアだが、1940年には性能不足もあって早くも交替が始まり、戦闘機任務はフェアリー社製のフルマー戦闘機に、爆撃任務は多少の間を置いて同じくフェアリー社製のバラクーダ爆撃機、そしてアメリカ製のアヴェンジャー（ターポン）雷撃機に移っていった。スクアの第一線における実戦参加は1941年2月9日が最後であるとされる。その後は標的曳航機や訓練機として使用され、1945年3月には完全に姿を消した。
総生産数は発注190機と原型2機の192機である。なお、前述のエンジン交換の経緯から、マーキュリー搭載のものをスクアMk.Iとして、パーシュース搭載のものをMkIIとしている。しかし、実際にはMk.Iは生産されておらず、発注機である190機はすべてMk.IIである。なお、スクアをベースにした戦闘機としてロックが開発、実戦配備されている。

## 評価
この機体を評価する書籍においてよく「旧式戦闘機」という評価を与えられる。しかし、先述したようにこの機体はあくまで「急降下爆撃機」である。つまり、もともと完全な戦闘機ではないのであるから、旧式以前の問題であり、零式艦上戦闘機（日本海軍）やF4F ワイルドキャット（アメリカ海軍）と比べるのには非常に問題がある。九九式艦上爆撃機（日本海軍）やJu-87（ドイツ空軍）やSBD ドーントレス（アメリカ海軍）と比べられるべき機体である。もっとも、実際にはこれらの機体であっても比べるのは少々問題がある。なぜならばスクアは、他国の急降下爆撃機よりも、より戦闘機性能に偏った設計を行っているためである。
ただし、後に主役となる戦闘爆撃機ともっとも異なる点は、爆撃機ベースであることである。戦後の戦闘爆撃機、戦闘攻撃機は、爆撃任務が付加的なものであるが、スクアの場合は戦闘任務が付加的なものである。実戦においてこの違いは大きく、対戦闘機戦における圧倒的不利に直結していた。
また、戦闘機としての行動を行うために取り付けられた前方機銃4挺は、爆撃機としては明らかに過剰であり、速度低下を起こしているのは確かである。そのため、戦闘機としての性能を有していることが本職であるはずの爆撃機としての性能も落としてしまっており、性能としてはどちらも中途半端な感はいなめない。なお、前方機銃については、九九式艦上爆撃機は7.7mm2挺、ドーントレスは12.7mm2挺であるが、いずれもエンジン馬力がスクアよりも400～500馬力ほど大きいため、速度もスクアより60km/hほど速い。もっとも、どちらもスクアよりも就役が遅く、その間のエンジン技術の向上が顕著であり、馬力の増大に寄るところが大きい。スクアは日本式に言えば九七式か九八式にあたる機体であり、しかもさしたる改良も加えられないまま1941年初頭まで前線で使用され続けていた。

### 旧式戦闘機という評価
スクア艦上爆撃機が「旧式戦闘機」という評価をつけられてしまった原因はいくつかあるが、先述のように純然たる戦闘機ではないため、その評価は正しくない。むしろ艦上爆撃機にしては制空任務にもよく活躍したと評するべきである。
これは、最も活躍したスクア運用艦であるアークロイヤルの艦載機を見ると、その傾向が顕著に見て取れる。アークロイヤルの艦載機は、ソードフィッシュ雷撃機48機とスクア12~24機となっている。つまり、いわゆる戦闘機が搭載されていない。これは、スクアの戦闘機性能に頼ったところも大きいのであろう。しかし、Bf109等の陸上戦闘機と戦闘を行ったスクアは、その被害が非常に大きく脆弱さを露呈した。これは、近代的艦上戦闘機を保有していないイギリス海軍の対戦闘機任務を、本来は艦上爆撃機であるスクアが行わなければならなかったための悲劇である。
このような事態に陥ってしまった原因は、イギリス海軍の航空機配備が、すべて空軍に実権を握られていたためであり、空軍は装備の近代化を急ぐあまり、海軍にまで近代的な航空機を配備する余裕がなく、海軍ではスクアのような多用途機に頼るか、空軍でも需要の少ない旧式機を配備するしかなかったのである。また空母自体も小型であるため、爆撃機、雷撃機の数を減らしてまで戦闘機を乗せることには消極的であった。
なお、スクアに更新された航空隊は、多くがホーカー ニムロッドやホーカー オスプレイ (Osprey) といった複葉戦闘機との交換であった。当時のイギリス海軍の艦上戦闘機は旧式化がひどかった。このような旧式戦闘機よりはスクアのほうが望みがあったとはいえ、本機が戦闘機任務を主目的として配備されたというわけではない。
スクアは、イギリス海軍にとって、初めてづくしの機体である。初の急降下爆撃機であり、初の引き込み脚搭載機であり、初の可変ピッチプロペラ採用機であった。そのため、イギリス海軍史における重要な1ページであり、また活躍期間と生産機数を考えればその武勲は決して乏しいとは言えず、ソードフィッシュとともに、戦争初期のイギリス海軍艦隊航空隊（FAA）における主役でもあった。